# Liste der Biografien/Mays
Liste der Biografien |
Portal Biografien |
Personensuche
# |
A |
B |
C |
D |
E |
F |
G |
H |
I |
J |
K |
L |
M |
N |
O |
P |
Q |
R |
S |
T |
U |
V |
W |
X |
Y |
Z |
?
 
Ma |
Mb |
Mc |
Md |
Me |
Mf |
Mg |
Mh |
Mi |
Mj |
Mk |
Ml |
Mm |
Mn |
Mo |
Mp |
Mq |
Mr |
Ms |
Mt |
Mu |
Mv |
Mw |
Mx |
My |
Mz
 
Maa |
Mab |
Mac |
Mad |
Mae |
Maf |
Mag |
Mah |
Mai |
Maj |
Mak |
Mal |
Mam |
Man |
Mao |
Map |
Maq |
Mar |
Mas |
Mat |
Mau |
Mav |
Maw |
Max |
May |
Maz
 
Maya |
Mayb |
Mayc |
Mayd |
Maye |
Mayf |
Mayh |
Mayi |
Mayk |
Mayl |
Maym |
Mayn |
Mayo |
Mayr |
Mays |
Mayt |
Mayu |
Mayv |
Mayw
Die Liste der Biografien führt alle Personen auf, die in der deutschsprachigen Wikipedia einen Artikel haben. Dieses ist eine Teilliste mit 24 Einträgen von Personen, deren Namen mit den Buchstaben „Mays“ beginnt.

## Mays
- Mays, Albert (1818–1893), deutscher Kommunalpolitiker, Stadthistoriker und Kunstsammler
- Mays, Albert Carl (1861–1934), badischer Beamter
- Mays, Benjamin (1894–1984), US-amerikanischer Lehrer und baptistischer Pastor
- Mays, Bill (* 1944), US-amerikanischer Jazzpianist
- Mays, Billy (1958–2009), US-amerikanischer Fernsehmoderator
- Mays, Daniel (* 1978), britischer Schauspieler
- Mays, Dannite H. (1852–1930), US-amerikanischer Politiker
- Mays, J (* 1954), US-amerikanischer Automobildesigner
- Mays, James Henry (1868–1926), US-amerikanischer Politiker
- Mays, Jayma (* 1979), US-amerikanische SchauspielerinJayma Mays (* 1979)

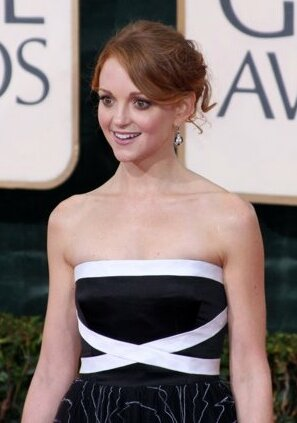
Jayma Mays (* 1979)

- Mays, Jefferson (* 1965), US-amerikanischer Schauspieler
- Mays, Lisa (* 2000), australische Tennisspielerin
- Mays, Lowry (1935–2022), US-amerikanischer Unternehmer
- Mays, Lyle (1953–2020), US-amerikanischer Jazz-Pianist, -Komponist und Fusion-Musiker
- Mays, Raymond (1899–1980), britischer Autorennfahrer und Unternehmer
- Mays, Tristin (* 1990), US-amerikanische Schauspielerin und Sängerin
- Mays, Willie (1931–2024), US-amerikanischer Baseballspieler

### Mayse
- Mayseder, Joseph (1789–1863), österreichischer Violinist und Komponist

### Maysk
- Mayska, Siegfried (* 1946), deutscher Fotograf

### Maysl
- Maysles, Albert (1926–2015), US-amerikanischer Kameramann und Regisseur
- Maysles, David (1931–1987), US-amerikanischer Kameramann und Regisseur

### Mayso
- Maysoon al-Nahar, jordanische Archäologin

### Mayst
- Maystadt, Philippe (1948–2017), belgischer Politiker, Wirtschaftswissenschaftler
- Mayston, M. E., englische Badmintonspielerin